# 南門兜駅
南門兜駅（なんもんとうえき）は中華人民共和国福建省福州市鼓楼区にある福州地下鉄1号線・2号線の駅。

## 駅構造
B2部分では、島式ホーム1面2線を有する地下駅である。B3部分では、島式ホーム1面2線を有する地下駅である。出口は9箇所ある。
| 地面                |                              | 出入口                            |
| 地下1階             | ホーム                       | 改札口、駅事務所                  |
| 地下2階 1号線ホーム | 乗り換えホール               |                                   |
| 地下2階 1号線ホーム | ■北行き                      | ← ■1号線象峰駅方面 （東街口駅）   |
| 地下2階 1号線ホーム | 島式ホーム、左側のドアが開く |                                   |
| 地下2階 1号線ホーム | ■南行き                      | → ■1号線三江口駅方面 （茶亭駅） → |
| 地下3階 2号線ホーム | ■西行き                      | ← ■2号線蘇洋駅方面 （西洋駅）     |
| 地下3階 2号線ホーム | 島式ホーム、左側のドアが開く |                                   |
| 地下3階 2号線ホーム | ■東行き                      | → ■2号線洋里駅方面 （水部駅） →   |

## 歴史
- 2010年11月15日 - 位置決定。[1]
- 2011年4月14日 - 建設開始。[2]
- 2016年5月6日 - 2号線の建設が開始。[3]
- 2017年1月6日 - 1号線一期が開通、南門兜駅が開業。[4]
- 2019年4月26日 - 2号線が開通。